# Марі Вінк
Марі Вінк (нід. Marie Vinck; 3 січня 1983, Антверпен, Бельгія) — бельгійська акторка.

## Вибіркова фільмографія
- Поцілунок (2004)
- Лофт (2008)